# أنتوني ميلر (لاعب كرة قدم أمريكية مواليد 1965)
أنتوني ميلر (بالإنجليزية: Anthony Miller)‏ هو لاعب كرة قدم أمريكية أمريكي، ولد في 15 أبريل 1965 في لوس أنجلوس في الولايات المتحدة.

## وصلات خارجية
- أنتوني ميلر على موقع الاتحاد الدولي لألعاب القوى (الإنجليزية)
- أنتوني ميلر على موقع مرجع كرة القدم المحترفة.كوم (الإنجليزية)